# Carlos Romero Marchent
Carlos Romero Marchent (* 22. Februar 1944 in Madrid; † 19. August 2013) war ein spanischer Schauspieler.
Romero Marchent, der deutlich jüngere Bruder der Regisseure und Produzenten Joaquín und Rafael, wurde von diesen seit dem Alter von zwölf Jahren in zahlreichen Filmen besetzt, wobei der pausbäckige, jungenhaft wirkende Darsteller meist Nebenrollen erhielt. Daneben war er auch als Synchronsprecher tätig.

## Filmografie (Auswahl)
- 1963: Abrechnung in Veracruz (El sabor de la venganza)
- 1964: Die letzte Kugel traf den Besten (Aventuras del Oeste)
- 1965: Blei ist sein Lohn (Ocaso de un pistolero)
- 1966: 100.000 Dollar für einen Colt (La muerte cumple condena)
- 1968: An den Galgen, Bastardo (¿Quien grita venganza?)
- 1969: Garringo – der Henker (Garringo)
- 1969: Zorros Rache (El Zorro justiciero)
- 1970: Der Tod sagt Amen (Arizona si scateno… e li fece fuori tutti!)
- 1970: … und Santana tötet sie alle (Un par de asesinos)
- 1972: Un dólar de recompensa
- 1972: Todesmarsch der Bestien (Condenados a vivir)